# Edgerston House

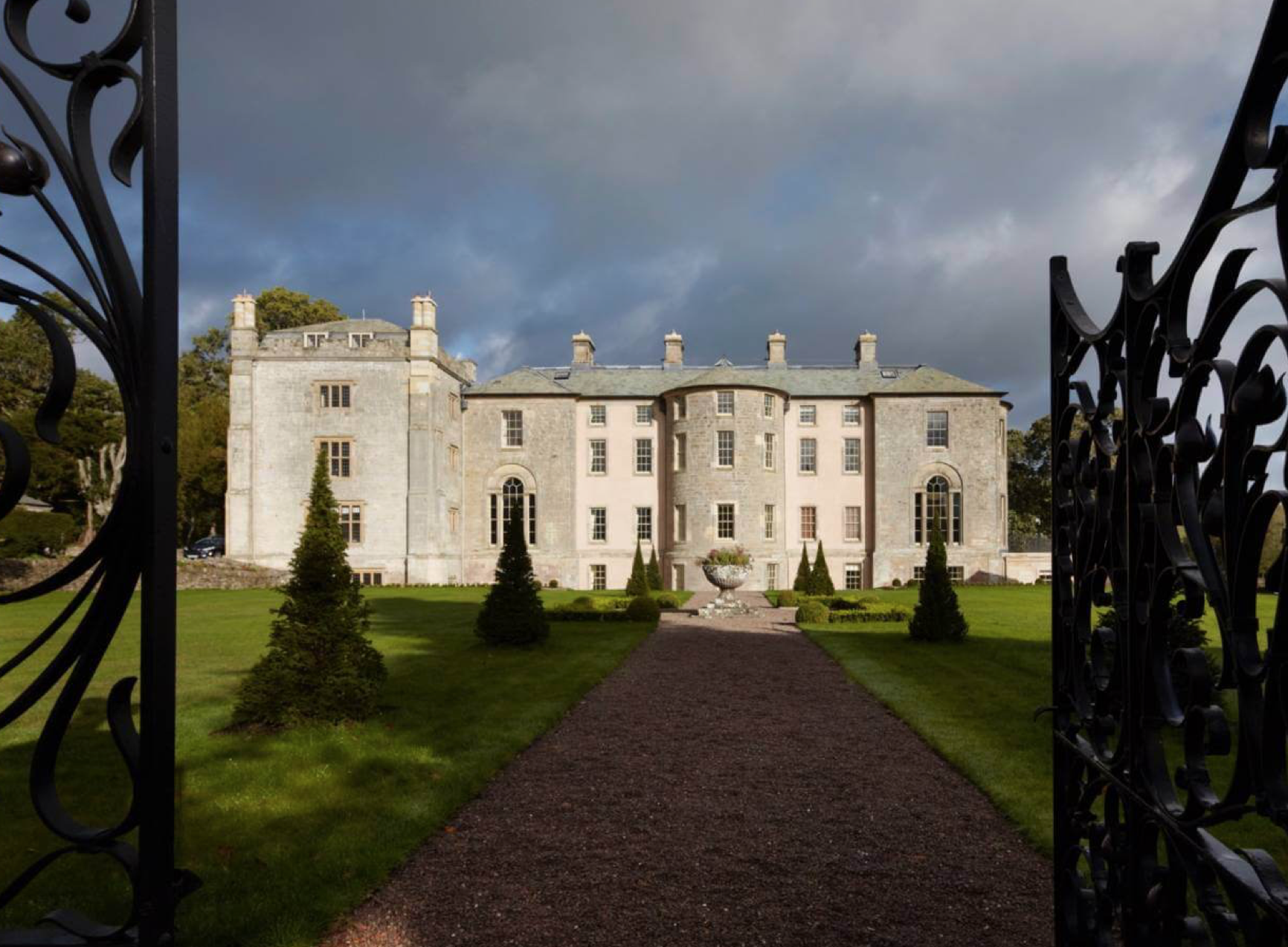
Edgerston House

Edgerston House ist ein Herrenhaus nahe der schottischen Ortschaft Camptown in der Council Area Scottish Borders. 1971 wurde das Bauwerk in die schottische Denkmallisten in der höchsten Denkmalkategorie A aufgenommen.

## Geschichte
Am Standort befand sich ein vermutlich im 16. Jahrhundert erbautes Tower House. Im Laufe des 17. Jahrhunderts entstand dort ein Herrenhaus. Das heutige Edgerston House wurde im 18. Jahrhundert erbaut. Es handelt sich teilweise um einen Nachbau des älteren Gebäudes. Möglicherweise sind Fragmente des ursprünglichen Tower House integriert. Um 1790 wurde Edgerston House an beiden Flanken erweitert. Für einen 1835 hinzugefügten Anbau an der Südwestseite lieferte möglicherweise der Architekt John Dobson den Entwurf. Im frühen 20. Jahrhundert wurde Edgerston House überarbeitet und der Innenraum neu gestaltet.

## Beschreibung
Das klassizistisch ausgestaltete Edgerston House liegt isoliert rund zwei Kilometer südöstlich von Camptown. Die nordexponierte Frontseite des dreistöckigen Herrenhauses ist neun Achsen weit. Das mittig am drei Achsen weiten Mittelrisalit eingerichtete zweiflüglige Hauptportal ist über eine Vortreppe zugänglich. Es ist barock ausgestaltet mit rechteckigem Kämpferfenster, Pilastern und abschließendem Gesimse. Den Risalit bekrönt ein Dreiecksgiebel. Die äußersten Achsen stammen aus der Erweiterung um 1790 und sind mit hohen venezianischen Fenstern gestaltet. Aus der Gebäuderückseite tritt mittig eine drei Achsen weite gerundete Auslucht heraus. Die Gebäudekanten sowie der Risalit sind mit Ecksteinen abgesetzt. Das abschließende Plattformdach ist mit grau-grünem Schiefer eingedeckt. Symmetrisch sind vier Kamine angeordnet.